# هونزادریل
هونزادریل (به هلندی: Hoenzadriel) یک منطقهٔ مسکونی در هلند است که در ماس‌دریل واقع شده‌است. هونزادریل ۲۵۶ نفر جمعیت دارد.